# Racja stanu
Racja stanu (fr. raison d'État, łac. ratio status) – nadrzędny interes państwowy, interes narodowy, wyższość interesu państwa nad innymi interesami i normami, wspólny dla większości obywateli i organizacji działających w państwie lub poza jego granicami, ale na jego rzecz.
Za twórcę nowożytnej koncepcji racji stanu uważany jest Niccolò Machiavelli, natomiast pierwsze użycie terminu „racja stanu” przypisuje się arcybiskupowi Giovanniemu della Casa.
Francuski myśliciel polityczny Cardin Le Bret twierdził, że król powinien rządzić sprawiedliwie, są jednak przypadki (jednym z nich była według Le Breta i Richelieu wojna trzydziestoletnia i udział Francji w tym konflikcie), kiedy władca powinien porzucić etykę i postępować tak, jak nakazuje racja stanu (raison d'État).
Racja stanu, choć różnie rozumiana, przedstawiana bywa jako kwestia nadrzędna. Powołują się na nią organizacje i partie polityczne bez względu na orientacje ideowe. Zwykle dotyczy zagadnień suwerenności kraju, jego pozycji ekonomicznej oraz pozycji w sojuszach gospodarczych i politycznych.